# 冰球比赛中的斗殴

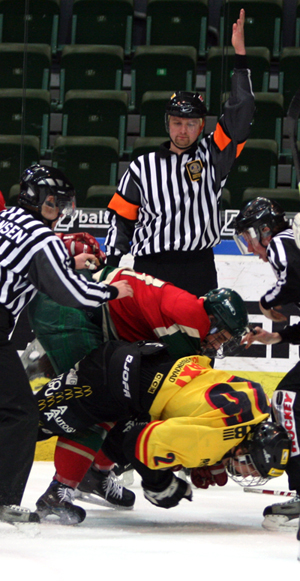
一次发生在青年联赛Frölunda HC队对阵Västerås HK队中的一次斗殴。

冰球运动中的斗殴是冰球运动中一项常見的現像。於很多等级的业余和职业联赛中疊見不鮮。一些斗殴事件由于某些原因而广为人知。原則上，冰球场上的斗殴往往由队中的“执行者”来完成，这些“执行者”的主要作用就是参与斗殴，保护己方主力球员和恐吓对手。这些斗殴行为被一些只存在于球员、教练和裁判之间复杂且不成文的“潜规则”所约束。这些规定被媒体称作“法典”。
冰球比赛中的身体接触比較多，包括规则允许的冲撞行为和规则禁止的肘击对手、举杆过肩和横杆推档等行为，這往往是引起斗殴文化的导火索。有些斗殴行为是自发的，而有些是赛前就计划好的。虽然裁判在冰球比赛中允许斗殴行为的发生，但是斗殴结束后，他们往往会处罚参与斗殴的球员。与其他北美职业团体运动不同的是，美国国家冰球联盟和大部分的小型职业联赛不会因为球员参与斗殴而将其罚出场外，只是会加以暂时离场等等的处罚。但是欧洲和北美大学联赛会将参与斗殴的球员直接罚出该场比赛，并且有可能将其禁赛数场。因此，大部分的斗殴行为都发生在美国国家冰球联盟和其他北美职业联盟的比赛中，成為特色。
尽管经常受到批评，但是斗殴本身往往吸引着球迷，甚至有人专门到比赛现场就是为了近距离的观看斗殴。 那些支持在比赛中允许斗殴的人认为，斗殴本身避免了其他过激行为的发生，保护了队内的主力球员，并且让球队变的更加团结。针对冰球比赛中的斗殴行为的争论一直没有中断。尽管斗殴有可能会带来不好的后果，比如球员被击晕，一些联盟的管理者并没有想过在比赛中禁止这一行为。一些球员也觉得斗殴是比赛的重要组成部分。 并且，除了球员之外，大部分的球迷也反对在职业冰球比赛中禁止斗殴。但是，反对斗殴的声音并没有消失，并且一直在延续。

## 历史
斗殴行为早在19世纪，冰球运动刚刚在加拿大兴起的时候就存在了。目前有很多关于斗殴是如何进入冰球比赛的理论。其中最常见的理论认为早期冰球运动没有完善的规则、鼓励身体接触是造成这个现象的原因。其他的理论则考虑了19世纪加拿大经济状况不佳和犯罪率高的影响。一些规则的制定，比如1918年的带线，由于提高了身体对抗，事实上鼓励了比赛中斗殴行为。带线的引入允许了在中区向前传球，因此，位于本方防守区的持球队员往往会受到很多的身体接触。由于为了保护持球队员而出现的“执行者”球员在必要的时候就会挑起斗殴。
1922年，美国国家冰球联盟引入了第56号规则，正式规范了比赛中的斗殴行为。在规则中，斗殴被称作「fisticuff」，意思為“赤手拳击”。不像业余联赛和大学联赛，那些联赛中参与斗殴的球员会被逐出场外，国家冰球联盟的比赛中，参与斗殴的球员会被大罚出场5分钟。56号规则还被引入了小型职业联盟和青年联盟中。职业推广人，比如麦迪逊广场花园的泰克斯·理查德，从斗殴中看到了商机，从而设计了专门针对各队著名“执行者”的推广活动。
在目前的国家冰球联盟规则中，之前关于“拳击”（fisticuffs）的内容已经被删除。取而代之的是第46号规则NHL规则（页面存档备份，存于）。裁判可以根据自己的判断，决定某个行为是否为斗殴行为和给予参与的球员什么样处罚。其他关于处罚斗殴行为的规则的重大修改还包括可以追加处罚在未取下面部护具时挑起争端的球员。
| 球员赛季斗殴次数纪录        | 球员赛季斗殴次数纪录         | 球员赛季斗殴次数纪录 |
| --------------------------- | ---------------------------- | -------------------- |
| 赛季                        | 球员                         | 次数                 |
| 2012–13                     | B. J. Crombeen               | 14                   |
| 2011–12                     | Brandon Prust Shawn Thornton | 20                   |
| 2010–11                     | George Parros                | 27                   |
| 2009–10                     | Zenon Konopka                | 33                   |
| 2008–09                     | Zack Stortini                | 25                   |
| 2007–08                     | Jared Boll                   | 27                   |
| 2006–07                     | George Parros                | 18                   |
| 2005–06                     | Brian McGrattan              | 19                   |
| 2003–04                     | Krzysztof Oliwa              | 31                   |
| 2002–03                     | Jody Shelley                 | 27                   |
| 2001–02                     | Peter Worrell                | 33                   |
| 来源: Hockeyfights.com 2007 |                              |                      |

尽管在1920年至1960年之间斗殴比较鲜见，但那时的斗殴的程度要比目前的斗殴要严重很多。由于那时的职业球队数目较少，队内的竞争激烈，一些主力球员也参与其中。因此，那些技能不出众，类似于“执行者”的球员通常很难进入职业球队。然而，随着国家冰球联盟在1960年代的扩军，更多的球员可以进入职业球队，同时也涌现了诸如韦恩·格雷茨基这样的明星球员，“执行者”球员也变得普遍起来。而且，由于1973-74赛季和1974-75赛季费城飞人队“布罗德街的霸者”的出现，斗殴在国家冰球联盟的比赛中变得越发常见。在20世纪80年代，赛季场均的斗殴次数首次超过了1次。许多球队签下了“执行者”来保护队内的球星和攻击对方的防守主力。 然而，到了2009-10赛季，赛季场均的斗殴次数降到了0.58次。
自20世纪70年代以来，3条规则限制了国家冰球联盟比赛中斗殴次数和规模的增长。1971年，联盟提出了“第三人参与”（Third Man In）的规则，试图避免全队球员一起参与斗殴的行为。如果一个球员试图参与正在进行的斗殴，他会被直接逐出场外。还有一条规则规定，如果一个球员从替补席起身参与斗殴，那么他将受到直接停赛的处罚。 1992年，“煽动者”规则被添加到了规则中，它规定挑起斗殴的球员将接受额外2分钟的小罚出场。但是这个规则引起了一些争议。

## 规则和处罚
国家冰球联盟、北美青年联赛和其他的小型北美职业联赛对参与斗殴的球员处以大罚出场5分钟的处罚。与其他冰球联赛和其他体育运动不同的是，球员不会仅仅参与了斗殴而被驱逐出场。但是在青少年联赛、大学联赛、欧洲联赛和奥林匹克比赛中，参与斗殴的球员仍然会被驱逐出场。
国家冰球联盟和其他职业联盟有专门针对斗殴的规则。这些规则规定，在开始斗殴的时候，双方球员必须放下球棍，以防球棍被作为武器使用。球员还必须脱下手套，因为手套的结构和材质有可能会造成比徒手击打更严重的伤势。球员还必须在裁判将双方分开的时候停止打架。未能遵守上述规则的球员会立刻受到场上处罚并且有可能被禁赛。
在很多联盟中，边线员往往允许球员斗殴，直到一方或者双方球员都摔倒在冰面上才进行干预。边线员往往会在如下情形下将双方分开：打架双方同属一队、其中一方明显占优、超过两名球员参与斗殴或者同时有多个斗殴行为同时发生。
国家冰球联盟中，当有一名球员被罚款时，他的罚款将归入国家冰球联盟紧急援助基金。对教练处以的罚款将会归入国家冰球联盟基金。

### 北美职业联盟

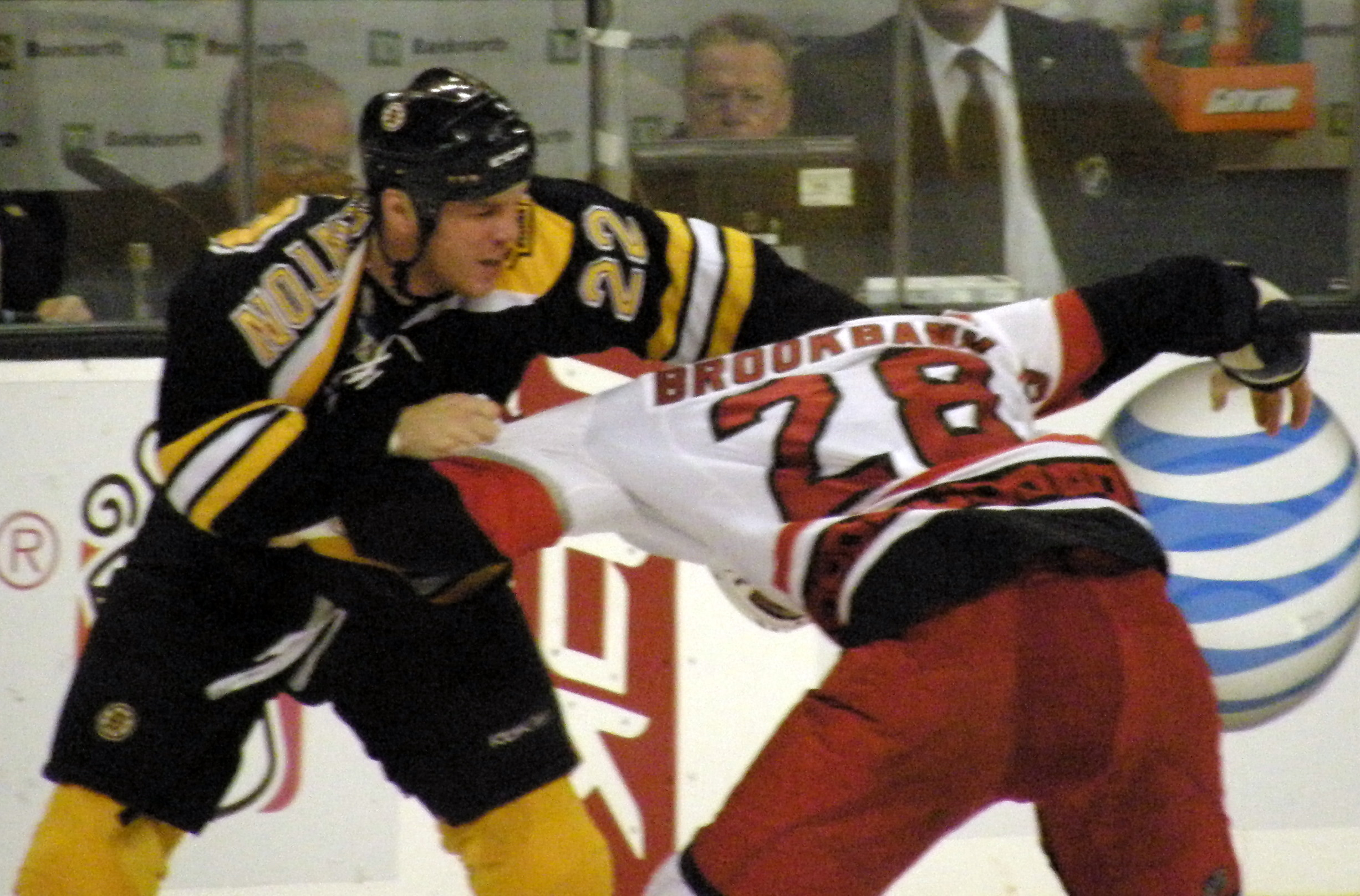
肖恩·桑顿(左) 正在和韦德·布鲁克班克打架

在国家冰球联盟中，美国冰球联盟、东海岸冰球联盟、南部职业冰球联盟和其他著名的小联盟中，裁判会判罚参与斗殴的球员大罚出场5分钟，也就是“打架罚5分钟（five for fighting）”这个短语的来历。如果一个球员从替补席离开参与斗殴或者使用任何武器（比如用冰鞋踢对方、用球棍击打对方，甚至向对方吐口水），由于这些行为有可能对对方造成严重的伤害，这个球员会被直接逐出场外。如果一个球员在一场比赛中两次挑起争斗或者参与斗殴到达3次，他也会被直接逐出场外。如果一个教练允许替补席上的球员离开替补席参与斗殴，他有可能受到最多禁赛10场的处罚。
如果一个球员在一场比赛中累积了3次大罚（包括由参与斗殴所获得的处罚），他将会被直接驱逐出场，并且被禁赛和罚款。因为3次大罚或者使用武器驱逐出场的球员不能够在结束5分钟大罚后回到球场完成本场比赛。
2003年，东海岸冰球联盟增加了一条针对斗殴的规则。这条规则规定，如果一个球员在第三节比赛的最后5分钟或者在加时赛中挑起争斗，则他将会被自动驱逐出场，并被罚款以及禁赛一场。国家冰球联盟和美国冰球联盟在2005-06赛季也开始采用这个规则。国家冰球联盟还增加了对于在球员被驱逐出场的情况下对于主教练的罚款条例。

### 大学联赛、欧洲联赛和奥林匹克比赛
在美国国家大学生体育协会一级和三级冰球联赛中，参与斗殴的球员会被驱逐出场并剥夺继续参加当前赛季剩余比赛的权利。
举个例子，如果一个球员由于参加斗殴被剥夺了参加剩余比赛的权利，他首先会被驱逐出场并停赛两场。这种自动停赛的规则使得斗殴行为在大学联赛中很少出现。
欧洲职业冰球联赛和奥林匹克运动会冰球比赛不允许有任何斗殴的行为。 国际冰球联合会制定的规则中第528号规则针对比赛中的斗殴行为有如下的阐述：
- 对于首先动手的球员，他会被直接驱逐出场，其他参与者会被大罚出场5分钟。
- 对于采用击打或者尝试击打来报复对手的球员，除了其他的判罚，他们还会被小罚出场2分钟。
- 对于任何尝试参与正在发生的斗殴事件的球员，除了其他的判罚，他们还会被直接驱逐出场。
- 对于在裁判要求其停止打架的情况下，仍然继续斗殴的：双重小罚、大罚出场5分钟。
- 对于故意脱掉手套参与斗殴的，他会被判罚离场10分钟，第二次则直接驱逐出比赛。

## 执行者
“执行者”或称为“打手”（Enforcer），其身份在冰球运动中是个非正式的称呼。执行者经常也是球队常规轮换陣容的一员，但是他们的主要任务就是参加与对手的肢体接触而非以冰球技术见长。教练通常在对方球队派上“执行者”以后，或者试图阻止对方球员有过分的身体接触的情况下也会派上本方的“执行者”。那些球技不佳的执行者往往被称作“暴徒”。

## 斗殴的原因
很多原因可能引起冰球比赛中的斗殴行为。有些是关于比赛本身，比如：报复对手、增长球队的气势、恐吓对手、诱骗对手犯规和保护本方主力球员。也有一些是由于球员的个人原因，比如报复之前的恩怨，或者简单的因为执行者本人需要保住自己的工作。

### 与比赛有关的原因

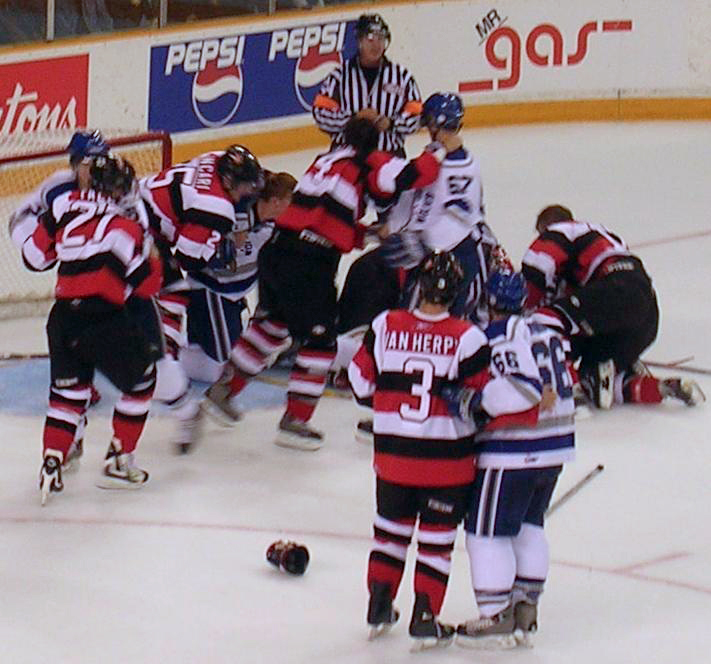
一次安大略冰球联赛Sudbury Wolves对阵Ottawa 67s中发生的大规模斗殴事件

在众多的斗殴原因中，最常见的就是为了报复对手。当比赛中一方球员被认为缺乏体育道德时，斗殴行为往往就会随之而来。斗殴有可能会发生在攻击者和被攻击者之间，攻击者和被攻击者球队的“执行者”之间或者两队的“执行者”之间。 报复性的斗殴有可能是为了报复本场比赛稍早时段中的行为，也有可能是报复过往比赛中的行为。由于规则的存在，想要引起斗殴的“执行者”需要选择合理的时间。比如，当比分接近的时候，由于引发冲突从而被罚出场，给对方以多打少的情况往往就不是最好的时机。
“执行者”有时挑起冲突是为了增强本方的气势和建立心里优势。这种类型的打架往往只有“执行者”参与其中，但是也有可能包括激怒对手的其他球员。 对于胜利者，这种斗殴行为会鼓舞球队气势，也带动主场观众的气氛。出于这种原因，为了气势挑起争端有时像一场赌博。如果一个“执行者”在斗殴中落败，对手的气势反而会增长。
使对手感到恐惧是冰球比赛中的重要一部分，有些“执行者”斗殴的原因就是为了防止对方激怒本方的主力球员。 比如，在20世纪50年代后期，戈迪·豪威由于击败了生涯中积累了超过1200分钟的处罚时长的卢·方迪纳特成为了一个著名的“执行者”方迪纳特在那次斗殴中被打断了鼻子。 那次事件以后，由于其他队员对于豪威的恐惧，豪威在比赛中获得了更大的空间，从而取得了更多的进球。 相反的，由于欧洲联盟对于斗殴行为的处罚力度较大，欧洲职业联赛就没那么暴力。因此，“执行者”的作用就没那么明显，对方球员也就没有那么惧怕“执行者”。
对于经常碰面的队伍，球员往往只是为了告诉对手他们会在以后的比赛中被粗暴对待而挑起斗殴。 比赛中，比分落后较多的队伍往往在临近比赛结束的时候挑起事端。 “执行者”此时往往会针对对方的主力球员。但是由于对于首先动手的一方的处罚较为严重，这样的战术目前已经很难使用。
还有一个原因是为了保护队内的主力球员。斗殴是为了告诉对方的球员和教练：肮脏的动作和行为是不会被本方容忍的，那样的行为会造成让对方后悔的结果。斗殴可以让对方球员受伤从而达到报复的目的。总的来说，允许斗殴可以让场上球员保持克制。在冰球运动的历史上，众多的“执行者”被球队签下来保护队中的主力球员，比如韦恩·格雷茨基被戴夫·塞门科和马蒂·麦克索利所保护，布雷特·赫尔被凯利·蔡斯和其他人所保护。  许多人认为，如果没有这些保护行为，裁判会吹罚过多的犯规，联盟也需要对更多的球员处以长时间的禁赛。

### 个人原因
许多年轻的“执行者”需要在职业生涯初期获得名声来保住自己的工作。由于很多冰球联盟有卫星队的存在，“执行者”会得到在更高一级联盟比赛的机会（比如一名美国冰球联盟的球员代表国家冰球联盟的球队比赛）。他们需要在有限的比赛机会中向队友、教练和球迷证明他们有能力成为这只球队的“执行者”。 队友和教练更希望看到“执行者”在为了自己而斗殴，而不是单纯为了球队。
偶尔也有仅仅因为比赛之外的个人原因引发了球员、甚至全队参与斗殴的事情发生。 20世纪90年代，底特律红翼队和科罗拉多雪崩队曾发生过数次比赛中的斗殴事件。

## 对比赛的影响
统计数据表明，打架往往不利于球队的发挥，或者没有明显的好处。自从1979-1980赛季，斗殴受罚最少的三支球队赢得了10次常规赛冠军和11次斯坦利杯。而由于斗殴受到处罚前三名的球队只赢得了2次常规赛冠军和2次斯坦利杯。一项统计研究表明，赢得一次斗殴对于球队的影响只有赢得一次比赛对球队影响的1/80。
另外两项研究则显示，斗殴可以提高得分，但是这对双方球队都有影响，所以对于比赛胜负的影响几乎不存在。要量化斗殴对于球队胜利的影响很难。

## 对於禁止斗殴所做出的努力
加拿大体育和运动医学学院在1988年的一份立场声明（页面存档备份，存于）中表示：斗殴确实会造成球员受伤，程度从骨折到皮外伤和眼部受伤不等。目前，这种行为是北美的体育运动的形象的一个污点。
一旦斗殴的时候有过分暴力的行为发生，这往往会遭到批评。比如，2007年3月21日，纽约游骑兵队的科尔顿·奥尔在比赛中将费城飞人队的托德·费德鲁克打至昏迷。 在赛季早些时候，费德鲁克由于与德里克·布加德斗殴而在不得不面部植入了一块钛金属片。 随之而来的媒体报道重新引发了在比赛中禁止斗殴的讨论。 一些球员认为，这种讨论至少没有什么坏处。但是，大部分的球员和比赛管理人员仍然坚持认为斗殴永远是冰球比赛中不可缺少的一部分。一些联盟的管理者，比如前国家冰球联盟的高级副总裁和冰球运营总监科林·坎贝尔，在费德鲁克和奥尔事件之后就表明了支持在比赛中斗殴的立场。
一些体育记者在2006-2007赛季斗殴的频率增长时表示，斗殴并没有给比赛带来明显的积极影响，因此这种行为应该被禁止。他们认为，这种行为有悖体育精神， 是一种缺乏冷静的表现，将人们的注意力从比赛本身移走，而且也浪费时间。反对斗殴的人还认为，允许斗殴使得北美的职业冰球球员不能合理的在场上控制自己的情绪。然而，有支持者反而认为，斗殴给球员提供了一个更加安全的比赛环境。允许斗殴会使得双方球员在正常比赛时间保持克制，避免规则外的行为发生。
国家冰球联盟总监加里·贝特曼在2007年的一场新闻发布会中表示：“斗殴一直是比赛的一部分，...，从球员的安全角度来说，我们看待斗殴就应该像看待球员的头部受到了撞击一样。但是我们没必要讨论斗殴本身是好是坏，或者是否应该在比赛中被允许。”
一些社区团体的成员往往会参与关于取缔斗殴行为的辩论。2006年12月，安大略省伦敦市一所学校的教育委员会委员出席了一场伦敦骑士队的比赛，他被比赛中的斗殴行为和观众们对于打架的反应所震惊。这次经历让他组织了一系列的活动，通过争取其他教育委员会的支持和向安大略冰球联赛管理层写信的行动，来号召禁止安大略冰球联赛中的斗殴行为。在有关医学官员的建议下，伦敦市的健康委员会支持了在业余联赛中禁止斗殴的建议，并且增加了对于参与斗殴的球员的处罚。
第一起由斗殴直接引起死亡的事件发生在安大略的高级业余联赛中，惠特比邓鲁普斯队的唐·桑德森在一次打架后，脑部受到损伤，于2009年1月去世。在那次事件中，由于桑德森的头盔在斗殴中脱落，使得他在跌倒时头部撞击了地面。他的死亡重新引起了反对人士对于禁止斗殴的呼声。作为回应，联盟申明他们将重新审查球员头盔的使用。
参与斗殴的人，比如鲍勃·普罗伯特和德里克·布加德都在死后被诊断曾患上过慢性创伤性脑病。这是一种由于脑部反复受到创伤导致的退行性疾病。 尽管国家冰球联盟采取了一些措施限制背后袭击，但是它仍然受到了没有完全禁止斗殴的批评。因为斗殴往往伴随着对于头部的反复击打。关于布加德的死因仍然不完全明了，暂时还不能确定他的死亡到底是由于脑部受到反复创伤，或者止痛药成瘾且伴随酗酒行为。他的大脑被送至了波士顿大学做进一步检查。目前检查结果还没有定论。

## 礼仪
比赛中，对于斗殴有一些不成文的规定，球员们虽然很少公开讨论，但是他们往往选择遵守这些“潜规则”。 最重要的一条便是对方球队的“执行者”必须同意以后才能开始斗殴。这个“同意”的过程通常是语言上或者身体上的回应。这个共识可以帮助双方球员避免受到“挑起”斗殴的处罚，同时也帮助不愿意打架的球员避免与对方发生肢体冲突。
“执行者”通常只与另一方的“执行者”打架。偶尔也有不是“执行者”的球员参与其中。“执行者”之间也有着相当程度的相互尊重。他们会尊重对手拒绝动手的行为，因为对手有可能身上有伤。而且，战胜一名带伤上场的球员也被没有什么意义。 这也被称作给予对手“免战牌”。
作为宿敌的球员会常常碰面。如果其中一方的“执行者”拒绝在之前的某场比赛中动手，双方在比赛正式开始之前有可能会没有任何明显理由的就开始动手。 从另一个角度来说，在一个“执行者”将被换下场之前挑起争端也是不被认可的，因为他的体力明显会弱于对手。
礼仪中还有一个重要的方面是斗殴要干净和公平。公平就是不能穿戴容易对对手造成伤害的器具，比如：脸部护具、手套或者面具等等。   同时，也不能攻击裁判或者司线。 最后，无论结果如何，冰上的礼仪要求斗殴的双方保持风度。否则，他们就会有失去队友和球迷尊重的危险。

## 战术
斗殴的战术需要遵守几项正式的规则和“执行者”之间的“潜规则”。其中一个战术被称作“直接上”，使用这个战术的球员一般将头低下，然后尽量多和快速的挥拳。 在过程中，采取这个战术的球员往往打对方多少下，自己也会受到相同数量的还击。参与斗殴的球员往往会拽住对手的球衣来保持身体的平衡。由于这个原因，大多数的斗殴模式都是一只手拽着对方，另一只手挥拳击打。有些“执行者”，比如戴伦·麦卡蒂认为需要让对手先击打自己几拳再全力还击。他们认为，被对手打和打对手同样重要。
其他的一些例子包括：戈迪·豪威的战术（抓住对手惯用手腋窝处的球衣来阻止对手移动），鲍勃·普罗伯特的战术（先让对手攻击自己，直到对手疲惫后再还击，这招通常成功率很高）。有些人认为水牛城軍刀队的元老级“执行者”罗布·雷是目前的球衣有防止被扯掉功能的原因：他通常先自己脱掉球衣，从而让对手没办法抓住自己。这通常被称作“罗布·雷规则”。

## 裁判的作用
在一场比赛中，裁判和司线员有防止斗殴的作用。他们通常通过处罚球员、及时分开参与打架的球员等方式来防止斗殴的发生。尽管裁判员通常尽量避免比赛中的斗殴行为，但是斗殴行为总是在发生。而且，一旦斗殴开始，裁判和司线员就有义务安全的将双方分开。这些义务没有明确的被写在规则里，但是却在裁判手册中被着重强调。

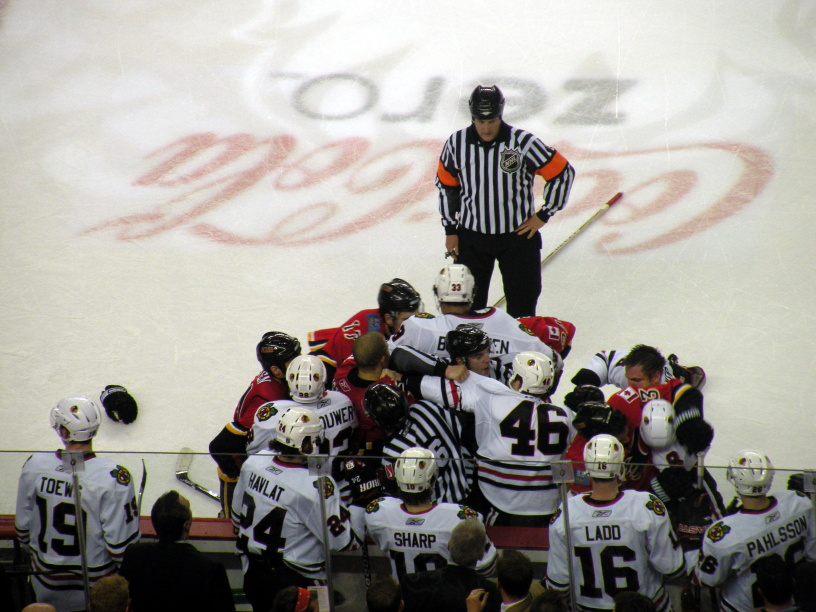
裁判尝试分开正在斗殴的卡爾加里火焰队球员和芝加哥黑鷹队球员

在斗殴发生的时候，司线员会相互交流来决定在分开球员时的人员分配，清除场内的球棍、手套或者其他器具，然后在安全的时候同时进入场内分开球员。如果在司线员进场的时候双方球员仍然处于站立状态，司线员则会从侧方向用手臂抱住球员将双方分开。如果球员已经倒地，则司线员从侧方接近球员，从中间将双方分开。一个司线员会用身体护住处于下方的球员，另一名司线员则将处于上方的球员挪开。大多数的司线员会在保证安全的情况下让球员自己结束战斗，但是如果一方获得了较大的优势，则他们就会尝试将球员分开。 一旦双方球员被分开，司线员会护送双方球员离开冰面。裁判在这个时候则会设立中立区，防止其他球员加入战斗，并且观察斗殴情况，以便给出合理的判罚。
如果有多个单独的斗殴行为， 司线员则会采用上段所述的方法一组一组的去分开球员。他们会事先商量分开球员的顺序。在这种情况下，裁判则会选择一个有利的位置从而能够观察所有的球员，从而在笔记本上记录打架的具体信息，比如参与的球员人数，观察违规的行为。裁判通常不会去主动分开斗殴的球员，除非司线员无法自己控制局势。或者在一方球员获得明显优势，有可能对对方球员造成伤害时才会出手。

## 著名的事件
一些斗殴行为由于有球员受伤或者一些其他的原因而得到了媒体广泛的关注。
- 世界冰球协会球伯明翰公牛队（英语：Birmingham Bulls）的“执行者”戴夫·汉森（英语：Dave Hanson），由于其11年的职业生涯和参与了电影《火爆群龙（英语：Slap Shot）》的拍摄而被人们熟知。在一场与温尼伯喷射机队的比赛中，他和冰球名人堂球员博比·赫尔（英语：Bobby Hull）发生了冲突，将赫尔的假发抓在了手里。媒体报道了这个事件之后，温尼伯喷射机队的球迷曾尝试在汉森离场的时候攻击他。[60]
- 1979年12月23号，在波士頓棕熊队以4-3的比分战胜纽约遊騎兵队的比赛中，棕熊队的球员与麦迪逊广场花园的游骑兵队球迷发生了冲突，导致了棕熊队的特里·奥莱利（英语：Terry O'Reilly）, 麦克·米尔布里（英语：Mike Milbury）和彼特·麦克纳布（英语：Peter McNab）被处以罚款和禁赛数场的处罚。这个事件导致了球场周围围挡被加高。[61]
- 在1969年9月21日，一场国家冰球联盟季前赛波士顿棕熊队对阵圣路易斯蓝调队的比赛中，棕熊队的防守球员泰德·格林（英语：Ted Green）被蓝调队的左翼球员韦恩·马奇（英语：Wayne Maki）用球棍攻击，导致了一场流血事件。格林的脑骨骨折，脑部受创，从而缺席了整个1969-70赛季。这件事情使得格林在剩余的9年职业生涯中一直穿戴一个特殊的头盔进行比赛。
- 1984年4月20日，在一场蒙特利尔加拿大人对阵魁北克北方人队（英语：Quebec Nordiques）的比赛中，所有球员在第二节结束的时候参加了冲突。在第三节比赛开始之前，由于对判罚有意见，又一次发生了所有球员参与斗殴的情况。 那场比赛，双方一共被处罚了252分钟的离场时间，10名球员被直接逐出场外。这场比赛直接导致了裁判布鲁斯·胡德（英语：Bruce Hood）在赛季结束后退休。[62]
- 1987年1月4日，在一场世界U20冰球錦標賽中，加拿大队和苏联队的球员爆发了一次持续20分钟的斗殴。裁判不得不要求关闭球场的灯光以阻止斗殴继续。这次斗殴直接导致了国际冰球联合会宣布该场比赛作废。由于苏联球员不了解斗殴的”潜规则“，这次斗殴十分严重。 两支球队均被取消了参赛资格。从而导致加拿大队丢掉了到手的冠军，并被禁止参加赛后的晚宴[63]。盖尔·乔伊斯（英语：Gare Joyce）就该事件曾写过一本书[64]。
- 1997年3月26日，雪崩队和红翼队在一场比赛中发生了9次斗殴。
- 1998年4月1日，雪崩队和红翼队的守门员之间发生了斗殴事件，双方均被处以小罚、大罚和比赛行为不当的处罚。
- 2001年2月9日，诺丁汉黑豹队和谢菲尔德钢人队（英语：Sheffield Steelers）在英国超级联赛中爆发了英国历史上最黑暗的一次暴力行为。36名球员参与了斗殴。裁判莫里·汉森（英语：Moray Hanson）要求双方球员回到更衣室，并且暂停了比赛长达45分钟来决定具体的处罚。 8名球员和双方教练被逐出场外。一共处罚了长达404分钟的离场时间。4名球员和谢菲尔德钢人队（英语：Sheffield Steelers）队的教练迈克·布莱斯德尔（英语：Mike Blaisdell）被联盟禁赛30场，并被处罚金8400英镑。[65][66]
- 2004年3月5日，一场费城飞人对阵渥太華參議員的比赛中连续发生了5次打架行为，一些非“执行者”也参与其中。裁判总共判罚了419分钟的离场时间。创纪录的20名球员被驱逐出场。裁判花了90分钟才做出了最终判罚。[67]
- 2010年1月9日，在一场大陸冰球聯盟波多利斯克勇士对阵鄂木斯克先鋒的比赛中，开始后的第4分钟就爆发了全部球员参与的斗殴。由于只有4名球员没被处罚，裁判不得不取消了比赛。33名球员以及双方教练被驱逐出场。创世界纪录的707分钟离场时间被记录在案[68][69]。 联盟开出了5700万卢布的罚单。7名球员被禁赛。两支球队均被判该场比赛0-5负[70]。
- 2014年1月18日，溫哥華加人和卡爾加里火焰的比赛中，比赛刚开始就发生了斗殴。温哥华队刚刚结束了一段只有1个进球，没有胜绩的客场之旅。卡尔加里队派出了4线队员作为首发，从而激怒了温哥华队的球员。裁判对双方球员处以了严重的处罚，数名球员被逐出场。但是由于双方的主要球员都还可以继续比赛。在本场比赛接下来的时间中还发生了一些小规模的斗殴。[71]
- 2014年9月23日，在一场亚洲冰球联赛中，来自中国的中国龙队和来自韩国的High1队爆发了一场斗殴。中国龙队队员张铖在对手的一次恶意犯规之后，选择与对手“单挑”，将韩国队员暴揍。斗殴的视频在网络上热传，也引起了中国网友的热议。冰球这项运动对中国的观众比较陌生，对这次斗殴的报道也为不了解冰球文化的中国观众普及了一些冰球的比赛规则。[72]

## 著名的支持者
- 斗殴在唐·彻丽（英语：Don Cherry）的节目《Rock 'em Sock 'em 冰球集锦》中是非常受欢迎的一部分。彻丽制作过超过20期的节目。这些节目有超过百万的销量。
- 一档有林克·盖泽（英语：Link Gaetz）参与的叫做执行者的战斗（英语：Battle of the Hockey Enforcers）的活动只包含冰上斗殴的比赛而不包含任何冰球比赛的成分。乔治王子城在2005年曾经尝试取消在城市体育场的这项活动，但是没有成功。[73]
- “执行者”德里克·布加德（英语：Derek Boogaard）曾经在2007年开办了针对儿童的斗殴夏令营。每个完成夏令营的孩子将会获得一件有人造血液喷涂样式的T恤衫。布加德认为他的夏令营关注的是教会球员如何保护自己。但是批评者认为他的行为破坏了青少年球员加入联盟的兴趣。[74]

## 著名的反对者
- 2012年，加拿大总督大衛·勞埃德·約翰斯頓表示，斗殴不应该是体育比赛的一部分。[75]
- 被看作是史上最伟大的冰球运动员的韦恩·格雷茨基经常表示自己反对比赛中的暴力行为。但是在2004年，他曾对这种行为表示支持。[76]
- 国际冰球联合会主席勒内·法斯尔（英语：Rene Fasel）一直反对斗殴行为，认为这种行为不被现代文明所认可。

## 延伸阅读
- 戈迪·豪威帽子戏法（英语：Gordie Howe hat trick）
- 冰球场上的挑衅者（英语：Pest (ice hockey)）

## 脚注
1. 1 2 3 4  Bernstein 2006，第3頁
2. 1 2 3  Bernstein 2006，第xix頁
3. 1 2  Bernstein 2006，第xxi頁
4. 1 2 3 4 5  Bernstein 2006，第4頁
5. 1 2  Bernstein 2006，第31頁
6. ↑  NCAA 2004，第61頁
7. 1 2  Bernstein 2006，第36頁
8. 1 2  McIntyre 2007
9. ↑  Debate.org
10. ↑  Barrie_Examiner 2007
11. ↑  Bernstein 2006，第5頁
12. ↑  Bernstein 2006，第33頁
13. 1 2 3  NHL_Rulebook_46
14. 1 2 3  NHL_Rulebook_70
15. ↑  Accociate Press 2006
16. ↑  Brownlee 2007
17. 1 2  Rodrigues 2006
18. ↑  IIHF 2010，第73頁
19. 1 2 3 4  Bernstein 2006，第34頁
20. ↑  Bernstein 2006，第35頁
21. ↑  Bernstein 2006，第38頁
22. ↑  Bernstein 2006，第41頁
23. ↑  Legends_of_Hockey 2007
24. ↑  Schwartz 2007
25. ↑  Bernstein 2006，第42頁
26. ↑  Bernstein 2006，第46頁
27. ↑  Bernstein 2006，第47頁
28. ↑  Bernstein 2006，第48頁
29. ↑  Bernstein 2006，第53頁
30. 1 2  Scott 2015
31. ↑  Bernstein 2006，第50頁
32. ↑  Botterill 2004
33. ↑  Bernstein 2006，第55頁
34. ↑  Dater 2006
35. ↑  Klein 2012
36. ↑  Naylor 2007
37. ↑  Wilson 2007
38. ↑  Jenkinson 2007
39. ↑  Gough 2007
40. ↑  CBC 2007
41. ↑  Pollett 2007
42. ↑  Hackel & Klein 2009
43. ↑  Bishop 2009
44. ↑  The Canadian Press 2009
45. ↑  Branch 2011
46. ↑  Bernstein 2006，第56頁
47. ↑  Bernstein 2006，第57頁
48. ↑  Bernstein 2006，第60頁
49. ↑  Bernstein 2006，第100頁
50. ↑  Bernstein 2006，第65頁
51. ↑  Bernstein 2006，第69頁
52. ↑  Bernstein 2006，第70頁
53. ↑  Bernstein 2006，第74頁
54. ↑  Bernstein 2006，第73頁
55. ↑  Bernstein 2006，第76頁
56. ↑  Bernstein 2006，第62頁
57. ↑  Spence 2003
58. ↑  Bernstein 2006，第63頁
59. 1 2  IIHF 2003
60. ↑  Bernstein 2006，第77頁
61. ↑  Seminara 2011
62. ↑  Lemieux 2003
63. ↑  CBC 1987
64. ↑  Joyce 2006
65. ↑  BBC 2001a
66. ↑  vBBC 2001b
67. ↑  Maaddi 2004
68. ↑  Lenta 2010
69. ↑  KHL 2010a
70. ↑  KHL 2010b
71. ↑  Huffington Post 2014
72. ↑  Guancha 2014
73. ↑  Joyce 2005
74. ↑  Blount 2007
75. ↑  CBC 2012
76. ↑  Burstyn 1999，第139頁